# Puig Gros (Boadella i les Escaules)
El Puig Gros és una muntanya de 191 metres que es troba al municipi de Boadella i les Escaules, a la comarca catalana de l'Alt Empordà.